# Daphne Arden
Pour les articles homonymes, voir Arden.
Daphne Arden-Slater, née le 29 décembre 1941 à Birkenhead, est une athlète britannique spécialiste du 100 mètres, du 200 mètres et du 4 × 100 m.

## Carrière

### Palmarès
| Date | Compétition                                     | Lieu     | Résultat | Épreuve    | Performance |
| ---- | ----------------------------------------------- | -------- | -------- | ---------- | ----------- |
| 1962 | Championnats d'Europe                           | Belgrade | 4e       | 100 mètres | 11 s 5      |
| 1962 | Championnats d'Europe                           | Belgrade | 4e       | 200 mètres | 24 s 2      |
| 1962 | Championnats d'Europe                           | Belgrade | 3e       | 4 × 100 m  | 44 s 9      |
| 1962 | Jeux de l'Empire britannique et du Commonwealth | Perth    | 5e       | 100 mètres | 11 s 6      |
| 1962 | Jeux de l'Empire britannique et du Commonwealth | Perth    | 2e       | 4 × 100 m  | 46 s 81     |
| 1964 | Jeux olympiques d'été                           | Tokyo    | 3e       | 4 × 100 m  | 44 s 0      |

### Records
| Épreuve    | Performance | Lieu | Date |
| ---------- | ----------- | ---- | ---- |
| 100 mètres | 11 s 5      |      | 1962 |
| 200 mètres | 23 s 5      |      | 1964 |